# Hengelaarvissen
De hengelaarvissen (Melanocetida) zijn kleine diepzeehengelvissen. Er worden vijf soorten onderscheiden. Ze komen voor in de tropische en gematigde wateren van de Atlantische Oceaan, Indische Oceaan, en de Grote Oceaan. Eén soort komt enkel voor in de Rosszee.

## Naam
De wetenschappelijke familienaam Melanocetidae komt uit het Oudgrieks: μέλας, melas betekent "zwarte", en κῆτος, kētos betekent "walvis" of "zeemonster".

## Beschrijving
De hengelaarvissen worden gekenmerkt door de pikzwarte huid, een gelatineachtig lichaam, een grote kop en grote scherpe glazige tanden in hun holle schuine mond. Deze tanden zijn enkel aanwezig bij vrouwtjes.
De ogen van hengelaarvissen zijn klein. Diepzeehengelvissen hebben een sterk seksueel dimorfisme: terwijl de wijfjes een lengte van 18 centimeter of meer kunnen bereiken, blijven de mannetjes kleiner dan 3 centimeter. De mannetjes beschikken niet over scherpe kaaktanden en ook niet over een hengel.

## Hengel
Net als andere diepzeehengelvissen hebben deze vissen een gemodificeerde dorsale stekel ("hengel"). Bij de soorten van deze familie is het einde bolvormig en bevat het een bioluminescent lokmiddel.
De bioluminescentie wordt veroorzaakt door symbiotische bacteriën. Deze bacteriën worden verondersteld de "esca" via een externe buis in te gaan. Bij ten minste twee soorten is de esca niet lichtgevend tot deze buis zich ontwikkelt. Vermoedelijk komen deze bacteriën uit het omringende zeewater. De bacteriën, die tot de familie Vibrionaceae behoren, zijn waarschijnlijk per soort hengelvis verschillend.
Predatoren van de hengelaarvissen zijn de lansvissen.

## Geslacht
- Melanocetus Günther, 1864